# 陈伯勤
丹斯里拿督巴杜卡陈伯勤博士（英語：Ting Pek Khiing，1945年—2020年10月16日），祖籍福州，是砂拉越著名华裔企业家、商人、发展商兼慈善家。因负责的工程建筑快速而闻名。妻子为潘斯里拿汀巴杜卡黄赛珠，伴侣为丹斯里拿督巴杜卡蔡幼兰，女婿为马来西亚政治人物孙伟瑄。

## 生平
1945年，陈伯勤出生于砂拉越民丹莪的一个贫穷家庭。后在先知英汉小学接受启蒙教育，尔后在开中中学修读中学，并修完卫理英语中学课程。
陈伯勤22岁时开始承包小型建筑工程，后来逐步开始负责大型的工程建设。
1991年，他在百日内完成了首届浮罗交怡国际海空展所需的喜来登五星级度假酒店而闻名。此外，他还建设了砂拉越最大的峇贡水坝，还扩建了古晋国际机场，并负责BDC架空大道工程，还为吉隆坡富都再也车站建造人民广场。
同年陈伯勤破产，并于2010年面临破产诉讼。
2020年10月16日，陈伯勤在古晋的一家私人医院逝世，享年76岁。

## 担任要职
- 居銮佛教会首位主席[3]
- 美里廉律中山学校永久名誉董事长[4]